# Babœuf
Babœuf település Franciaországban, Oise megyében. Lakosainak száma 514 fő (2022. január 1.). Babœuf Appilly, Béhéricourt, Brétigny, Grandrû, Mondescourt, Salency és Varesnes községekkel határos.

## Népesség
A település népességének változása:
| Lakosok száma | 530  | 529  | 535  | 520  | 515  | 509  | 510  | 511  | 514  |
|               | 2013 | 2015 | 2016 | 2017 | 2018 | 2019 | 2020 | 2021 | 2022 |